# Isère (rivier)
De Isère is een rivier in het zuidoosten van Frankrijk.
Zij ontspringt op la Galise, nabij de col de l'Iséran, in het departement Savoie, en stroomt in de Rhône op enkele kilometers ten noorden van Valence, in het departement Drôme. Het dal van de Isère vormt de scheiding tussen de Alpen en de Franse Voor-Alpen.
Tot Albertville wordt de rivier hoofdzakelijk gevoed door smeltwater. Vanaf de Grésivaudan, het brede rivierdal tussen de Chartreuse en het massief van de Belledonne, tot aan de monding wordt de rivier voornamelijk gevoed door regenwater.
De belangrijkste zijrivieren zijn de Arly, de Arc, de Drac en de Bourne.
Bij de monding in Pont-de-l'Isère heeft de rivier een debiet van 360 m³/s; dat is bijna zoveel als het debiet van de Saône, een andere zijrivier van de Rhône met een stroomgebied dat bijna twee keer zo groot is. Het stroomgebied van de Isère bedraagt 11.799,6 km².

## Overstromingen
Tot het stuwmeer van Pizançon zijn in de lente en de zomer hevige overstromingen mogelijk. In november 1859 overstroomde de Grésivaudan en stond er 1 tot 1,5 meter water in de straten van Grenoble. Vanaf de 19e eeuw werd de Isère ingedijkt en gekanaliseerd om overstromingen te voorkomen.

## Steden en gemeenten
Departementen en belangrijke steden liggen in het stroomgebied van de Isère, alle in de regio Auvergne-Rhône-Alpes:
- Savoie (73) : Bourg-Saint-Maurice, Albertville
- Isère (38) : Grenoble
- Drôme (26) : Romans-sur-Isère

Gemeenten waarvan de naam naar de rivier verwijst:
- in het departement Savoie: Feissons-sur-Isère, Gilly-sur-Isère, Grésy-sur-Isère, Sainte-Hélène-sur-Isère, Saint-Paul-sur-Isère, Val-d'Isère
- in het departement Isère: Saint-Quentin-sur-Isère
- in het departement Drôme: Châteauneuf-sur-Isère, Pont-de-l'Isère, Romans-sur-Isère

- Bibliothèque nationale de France: cb11864625w (data)
- Gemeinsame Normdatei: 4411195-2
- Nationale Bibliotheek van Israël: 987007535097505171
- Système universitaire de documentation: 026389495
- Virtual International Authority File: 149644196
- WorldCat: E39PBJxcXjK6Fg7DD3wRFBpF8C